# 帰ってきた動物戦隊ジュウオウジャー お命頂戴!地球王者決定戦
『帰ってきた動物戦隊ジュウオウジャーお命頂戴!地球王者決定戦』（かえってきたどうぶつせんたいジュウオウジャー おいのちちょうだい ちきゅうおうじゃけっていせん）は、2017年6月28日にリリースされた東映制作のオリジナルビデオ作品である。

## 概要
スーパー戦隊Vシネマ「帰ってきたシリーズ」の第7作目。2016年放送の特撮テレビドラマ『動物戦隊ジュウオウジャー』の特別編に相当し、ジューマンの世界と融合した地球を舞台にテレビシリーズの後日譚が展開される。本編時間は53分。
テレビシリーズのレギュラーキャラクターのほか、『劇場版 動物戦隊ジュウオウジャー ドキドキサーカスパニック!』のペルルも登場。また本作品のオリジナルヒーローとしてジュウオウコンドルが登場する。

## 制作
監督・脚本は、テレビシリーズにも参加した竹本昇・田中仁がそれぞれ担当。遊びの要素が多い作品であることから、俳優陣の意見も多く取り入れられている。
テレビシリーズ第4話以来描写されていなかったセラとレオの因縁にも決着が描かれる。テレビシリーズメインライターの香村純子は、テレビ本編に入れようとしたが叶わず、Vシネマで拾ってもらったと述べている。
コンドルワイルドは、ジュウオウワイルドのスーツの改造であったが、既にジュウオウワイルドに戻されていたため、『ドキドキサーカスパニック!』の合成素材を使用している。

## ストーリー
宇宙の無法者デスガリアンとの戦いが終わり、人間とジューマンが共に生きる星となった地球。平穏な生活を送っていた大和たち6人に地球王者を決定する武道大会の招待状が届く。大和、セラ、レオ、操は人間とジューマンの友好を深めるためにも参加を決意。タスク、アム、ペルルは4人の応援に行くことに。順当に勝ち上がったセラとレオの因縁の戦いも決着を迎えようとしていた。
一方、地球王者決定戦が宇宙マフィアのポカネ・ダニーロのお金儲けのために仕組まれた大会だと気付いたバドは大和と共に敵のアジトに乗り込み、ポカネが人間やジューマンを宝石にして売りさばいていたことを知る。だが2人は見つかってしまい、バドは大和をかばい宝石にされてしまった。なんとか逃げのびた大和はポカネのカジノへ再び潜入する。

## 登場人物
リリアン
地球王者決定戦に参加した、サイのジューマンである女性格闘家。犀男に憧れを抱いている。
決勝戦で操と対戦し、ジュウオウザワールドとも互角の勝負を見せるが、最後は野性解放した操に敗れる。
操には出会った当初から犀男の面影を感じていたが、彼の態度からそれを信じなかった。しかし試合中にポカネの妨害攻撃から庇われたことにより操に好意を抱くようになる。また、試合を通して互いに心を通じ合わせたことによって、事件終了後には彼との交際を始めた。
コウキ
地球王者決定戦に参加した人間の格闘家。一回戦でレオと対戦し敗退。
仙大（）
地球王者決定戦に参加した人間の格闘家。一回戦でセラと対戦し敗退。

ポカネ・ダニーロ
地球王座決定戦の主催者。その正体は闇カジノを営む宇宙マフィア。ジャンルはカジノゲーム。
命を金儲けの道具とみなしており、地球王者決定戦の裏側で闇カジノを開いて金儲けを目論む。
指輪をいくつも嵌めた手から放つ光線を浴びせることで生物を宝石に変える能力を持つ他、戦闘では細身の両刃剣マーチンゲイザーや目から放つ光線を武器とし、ジュウオウイーグルとジュウオウバードの動きを見切るなど高い実力を持つ。
また、元々はデスガリアンのプレイヤーであったためメーバを配下に持ち、コンティニューメダルも所持している。
イーグルとバードの2人と戦い優位に立つが、ジュウオウコンドルの参戦により形成が逆転、ジュウオウスペシャルファイナルをくらい追い込まれるが、最後の手段で自らコンティニューメダルを摂取して巨大化。襲い掛かるもキューブコンドルの参戦で状況が一転、コンドルワイルドのコンドルロケットナックルで怯んだところを、再度合体したワイルドトウサイキングでのコンドルセイバーで放ったコンドルジュウオウインフィニティを受け爆砕した。
- デザインはテレビシリーズでプレイヤーを手がけた豊田幸秀が担当したが、デザイン段階では設定が定まっていなかったため、ファッションはマフィアの首領だが、意図的に模様や結晶などのプレイヤーの要素は取り入れられていない。豊田は当初恰幅が良いボス然としたデザインを考え、クトゥルフ神話をモチーフとした触手系で重々しく纏めた頭の大きなデザインとしていたが、スマートさやシンプルさを要求され、帽子を被ったスタイリッシュなマフィアのようにシルクハット風のデザインに改められた。装飾類は造形ではなく布素材とし、アクション性を重視している。初期案から一貫して、マフィアということで肩にかけた長いマフラーを表現している。
- 林家たい平が演じていることから、たい平が出演するテレビ番組『笑点』でのパーソナルカラーであるオレンジのマフラーを着用しているほか、同番組にちなんだ演出も取り入れられている。

デスガリアン幹部（コピー）
ダニーロの切り札として出現させたデスガリアンの幹部たち（アザルド、クバル、ナリア、ジャグド）のコピー。
全員ジュウオウジャーへのリベンジに燃えているが、成長したジュウオウジャーにはかなわず、アザルドはシャークとライオンに、切り捨てられてもなおジニスへの忠誠とジュウオウジャーへの復讐を誓うナリアはタイガーに、ジニス亡き後自身が地球を乗っ取ろうと企んだクバルはエレファントによってあっさりと倒される。
その一方で、ジャグドはジュウオウジャーはおろかナリアたちデスガリアンのメンバーにも存在を忘れられていたが、戦いで成長していた操を単独で追い詰めるなど、本編では見られなかったチームリーダーとしての高い実力が描写された（本人曰く、「油断しなければ負けない」）が、操を助けようと乱入したリリアンによって体勢を崩したところを奮い立った操の攻撃を受け敗北した。

## ジュウオウジャーの戦力
ジュウオウコンドル
ジュウオウイーグルとジュウオウバードがキューブコンドルの力で一体となった紫の戦士。紫色になったイーグライザーによる二刀流を用いる。名乗りフレーズは「蒼穹の王者」。実体はなく、キューブコンドルのイリュージョンを見せる力を使い、2人が一体化して戦っているかのごとき、幻影の戦士。
- 台本上には登場予定はなく、監督を務めた竹本により考案された。当初は、ジュウオウイーグルが『太陽戦隊サンバルカン』のバルイーグル、ジュウオウバードが『百獣戦隊ガオレンジャー』のガオイエローへ変身するアイディアであったが、諸事情により却下された。
- スーツはジュウオウイーグルのものを合成で紫色にしている。

ジュウオウスペシャルファイナル
ジュウオウジャー6人にジュウオウバードも加わった技。

## キャスト
ジュウオウコンドルの声は中尾と村上が当てている。
- 風切大和 / ジュウオウイーグル - 中尾暢樹
- セラ / ジュウオウシャーク - 柳美稀
- レオ / ジュウオウライオン - 南羽翔平
- タスク / ジュウオウエレファント - 渡邉剣
- アム / ジュウオウタイガー - 立石晴香
- 門藤操 / ジュウオウザワールド - 國島直希
- バド / ジュウオウバード - 村上幸平
- 森真理夫 / ジュウオウヒューマン - 寺島進
- ポカネ・ダニーロ - 林家たい平[1]
- ペルル - 笹野鈴々音[16]
- 平松大輔 - 岩井拳士朗[16]
- 仙大 - 新堀和男[1]
- コウキ - ベルナール・アッカ[16]

### 声の出演
- ナレーション - チョー
- アザルド - 中田譲治
- クバル - 岩田光央
- ナリア - 寿美菜子
- ジャグド - 竹本英史
- リリアン - 釘宮理恵[1]
- 実況 - 稲田徹[注釈 3]

### スーツアクター
- ジュウオウイーグル、ハシビロコウのジューマン[17] - 浅井宏輔
- ジュウオウシャーク[18] - 五味涼子
- 竹内康博
- ジュウオウエレファント - 中田裕士
- 下園愛弓
- 高田将司
- 今井靖彦
- 日下秀昭
- リリアン[2] - 藤田洋平
- 白井雅士
- 清家利一
- 田中宏幸
- 蜂須賀祐一
- 村岡弘之
- 神尾直子
- 蔦宗正人
- 大林勝
- 野川瑞穂
- 坂梨由芽
- 渡辺淳
- 神前元
- 永徳
- 伊藤茂騎
- 渡辺実
- 蜂須賀昭二
- 渡邉昌宏
- 高橋光
- 細川晃弘
- 寺本翔悟
- 井口尚哉
- 田中慶
- 御前伸幸
- 浦家賢士
- 久田悠貴
- 隈本秋生
- 三上真司
- 石田颯己
- 石上龍成
- 中下伊織
- 坂本和基
- 竹中凌大
- 近藤雄太
- 野邉大地
- 石川澪美
- 福村翔太
- 飯島浩和
- 上平田結花
- 大河平レオン
- 関谷健利
- 藍田将太
- 小森拓真
- 草野伸介
- 矢部敬三

## スタッフ
- 原作 - 八手三郎 (連載「テレビマガジン」「てれびくん」)
- 脚本 - 田中仁
- 音楽 - 亀山耕一郎
- 撮影 - 大沢信吾
- 照明 - 本田純一
- 美術 - 大谷和正
- 録音 - 北村達郎
- MA・選曲 - 宮葉勝行
- 編集 - 阿部嘉之
- スクリプター - 森みどり
- 助監督 - 須上和泰
- 制作担当 - 喜多智彦
- ラインプロデューサー - 青柳夕子
- 計測 - 邊母木伸治
- 撮影助手 - 根来佑子、三浦佑太、梅田駿
- 照明助手 - 米丸幸久、大場智史、石原充
- 録音助手 - 奈須野真見
- セット付 - 桑原良太
- ダンス指導 - 松見裕子（プランチャイム）
- 進行主任 - 田中耕作
- 進行助手 - 永井大裕
- キャラクターデザイン - 篠原保、豊田幸秀
- デザイン協力 - プレックス
- 企画協力 - 企画者104
- 資料担当 - 松井大、馬場竜太
- エグゼクティブプロデューサー - 加藤和夫（東映ビデオ）
- プロデューサー - 中野剛（東映ビデオ）、宇都宮孝明・石川啓（東映）、矢田晃一・深田明宏（東映エージエンシー）
- アクション監督 - 清家利一
- 特撮監督 - 佛田洋
- 監督 - 竹本昇
- 制作 - 東映ビデオ、東映、東映エージエンシー

## 音楽
主題歌「レッツ! ジュウオウダンス エクストラ・ホエールエディション」
作詞：藤林聖子 / 作曲・編曲：谷本貴義 / 歌：大西洋平(Project.R) / コーラス：ヤング・フレッシュ / 音楽プロデュース：Project.R（日本コロムビア）
挿入歌
「動物戦隊ジュウオウジャー」
作詞：藤林聖子 / 作曲・歌：高取ヒデアキ(Project.R) / 編曲：籠島裕昌(Project.R) / コーラス：ヤング・フレッシュ / 演奏：Z旗
「ジュウオウFight!」
作詞：藤林聖子 / 作曲・編曲：山田信夫 / 歌：NoB(Project.R)
「動物合体！ジュウオウキング」
作詞：八手三郎 / 作曲・編曲：亀山耕一郎(Project.R) / 歌：Project.R（NoB、YOFFY、谷本貴義）